# 独牛
独牛（学名：[Begonia henryi] 错误：{{Lang}}：文本有斜体标记（帮助））是秋海棠科秋海棠属的植物，是中国的特有植物。分布于中国大陆的四川、贵州、广西、云南、湖北等地，生长于海拔850米至2,600米的地区，一般生长在山坡路边阴湿处、石灰岩石山坡岩石隙缝中、山坡阴湿处岩石上及常绿阔叶混交林下，目前已由人工引种栽培。

## 别名
柔毛秋海棠（中国高等植物图鉴）